# Henning Schierholz
Henning Schierholz (* 2. Februar 1949 in Jerxen-Orbke, heute ein Stadtteil von Detmold; † 19. Oktober 2007) war ein Pädagoge und ein deutscher Politiker.

## Leben
Henning Schierholz studierte Pädagogik und promovierte 1976 an der Universität Bremen mit dem Thema „Friedensforschung und Politische Didaktik. Studien zur Kritik der Friedenspädagogik“. Seine Hochschulmentoren waren die Professoren Wolfgang Schäfer und Wilfried Gottschalch. Die Dissertation erschien in einer überarbeiteten Fassung 1977 als Buch im Verlag für Sozialwissenschaften.
Nach seinem Studium absolvierte er 1974 und 1975 als anerkannter Kriegsdienstverweigerer den Zivildienst im Raum Hamburg. Er war seit 1968 Mitglied im Verband der Kriegsdienstverweigerer und seit 1974 Mitglied der Deutschen Friedensgesellschaft / Internationale der Kriegsdienstgegner (DFG/IdK). Im Mai 1975 wurde er zum 1. Vorsitzenden des Landesverbandes Hamburg der DFG/IdK gewählt. Er organisierte die Vereinigung der schon auf Bundesebene vereinigten Verbände DFG/IdK und VK in Hamburg. Diese Vereinigung erfolgte am 27. April 1976 in den Räumen der Friedenspolitischen Studiengesellschaft durch die Konstituierung der Gruppe Hamburg der Deutschen Friedensgesellschaft / Vereinigte Kriegsdienstgegner (DFG/VK).
Henning Schierholz war Mitglied der 1965 von Helmut Hertling gegründeten Friedenspolitischen Studiengesellschaft e.V. Hamburg.
Er arbeitete seit 1975 als pädagogischer Studienleiter für Bildungsarbeit an der Evangelischen Akademie Loccum. Umfangreiche Veröffentlichungen in der Reihe „Loccumer Protokolle“ erfolgten unter seiner Herausgeberschaft seit 1976 bis 1995. Seit 1977 war er auch wissenschaftlicher Begleiter der Heimvolksschule Frille.
Er war Mitglied der Kirchengemeindevertretung der evangelisch-reformierten Kirche Hannover. Über 35 Jahre war er Gewerkschaftsmitglied, seit 2001 Mitglied bei ver.di. Er engagierte sich für die Jugendsozialarbeit u. a. als Studienleiter an drei Evangelischen Akademien in Ost- und Westdeutschland sowie als Abteilungsleiter in einer Diakonie-Stiftung für die Berufsausbildung von benachteiligten und behinderten Jugendlichen.
Organisationsberatung und Fortbildung von Kommunen und freien Trägern, Betriebsräten und Unternehmensleitungen im Themenschwerpunkt Arbeitsmarkt/berufliche Bildung machten seine selbständige Tätigkeit aus.
Henning Schierholz war verheiratet und hatte zwei Töchter. Er wurde am 26. Oktober 2007 in Hannover bestattet. Bei der Trauerfeier waren mehr als einhundert Trauergäste, darunter viele persönliche Freunde aus unterschiedlichen Zusammenhängen, u. a. Bodo Ramelow für die Bundestagsfraktion der Linken, Vertreterinnen der Rosa Luxemburg Stiftung und der Loccumer Initiative vertreten.

## Politik
Henning Schierholz war 1975 Mitglied der Sozialdemokratischen Partei Deutschlands (SPD).
Am 29. März 1983 zogen Die Grünen (jetzt: Bündnis 90/Die Grünen) in den Bundestag mit 28 neuen Abgeordneten ein. Er rückte am 14. März 1985 für den aufgrund des Rotationsprinzips ausgeschiedenen Abgeordneten Julius H. Krizsan über die Landesliste Niedersachsen in den Deutschen Bundestag nach und blieb dort bis zum Ende der Wahlperiode 1987 Mitglied. Schierholz wurde Nachfolger von Dirk Schneider als deutschlandpolitischer Sprecher der Bundestagsfraktion.
Im Bundestag war Schierholz ab dem 17. April 1985 Vorsitzender des Ausschusses für Forschung und Technologie (siehe Bundestagsausschüsse des 10. Deutschen Bundestages). Im November 1985 wiederholte Henning Schierholz den Antrag auf Auflösung des Ministeriums für innerdeutsche Beziehungen, den Dirk Schneider bereits 1984 gestellt hatte.
Im Bundestag sprach sich Henning Schierholz 1986 für die Anerkennung der DDR aus. Es finden sich 213 Treffer für Henning Schierholz in der Datenbank des Bundestages bezüglich Anträgen, Entschließungen, Anfragen an die Bundesregierung, Reden und Wortmeldungen.
Seit Januar 2006 war er als Referent für Bildungspolitik für die Fraktion DIE LINKE im Deutschen Bundestag tätig.

### Schierholz und die DDR
Schon ab Februar 1985 rückte er in die besondere Aufmerksamkeit des Ministeriums für Staatssicherheit. Die Berichte in der Hauptverwaltung A über Henning Schierholz stiegen deutlich an. Er gehörte zu den Top 10 der ausgespähten grünen Politiker
Anders als Dirk Schneider verfolgte Henning Schierholz neben offiziellen Kontakten zur DDR auch Kontakte zur evangelischen Kirche in der DDR und zur unabhängigen Friedensbewegung in der DDR. Er traf sich regelmäßig mit Rainer Eppelmann. Laut Ministerium für Staatssicherheit war Schierholz „den sozialismusfeindlichen Kräften in der Bundestagsfraktion der Grünen zuzuordnen“. Schierholz erhielt, wie viele andere Grüne auch, eine zeitweilige Einreisesperre in die DDR.
In der Samaritergemeinde in Ost-Berlin fand am 28. und 29. September 1985 ein Friedensseminar statt. Von den 48 Teilnehmern waren 31 Personen aus der DDR (u. a. Bärbel Bohley, Heiko Lietz, Ulrike und Gerd Poppe, Werner Fischer, Ralf Hirsch, Markus Meckel, Friedrich Schorlemmer, Rainer Eppelmann) und 17 westliche Friedensaktivisten wie Robert Jungk und einige Grüne (u. a. Henning Schierholz, Dirk Schneider, Jürgen Schnappertz, Lothar Probst). Noch am 8. November 1989 erstellte die Spionageabteilung der Bezirksverwaltung Magdeburg einen umfangreichen Maßnahmenplan gegen Henning Schierholz, um dessen Verbindungen zum Stendaler Friedenskreis und dem Neuen Forum Magdeburg genauer zu erkunden und die Kontakte zurückzudrängen.

## Schriften

### Autor
- Wehrbereitschaft – Ziel politischer Erziehung? Zur Analyse des Einflusses der Bundeswehr auf das Curriculum des politischen Unterrichts Verlag: Quelle & Meyer Broschiert 1972, ISBN 3-494-00726-8
- Projekt MRCA. Dokumentation und Kritik des größten Rüstungsvorhabens der deutschen Geschichte mit Großner, Claus Pahl-Rugenstein Köln 1974, ISBN 978-3-7609-0177-0
- Anti-Wehrkunde – Basistexte zur politischen Bildung mit Ulrich Albrecht  Hrsg. von Joseph H. Helmut Thielen Luchterhand 1975, ISBN 978-3-472-62007-5
- Friedensforschung und Politische Didaktik – Studien zur Kritik der Friedenspädagogik VS Verlag für Sozialwissenschaften 1. Auflage 1977, weitere Auflage 2012, ISBN 978-3-322-95516-6
- Friedensforschung und politische Didaktik: Studien zur Kritik der Friedenspädagogik 1. Aufl. - Opladen: Leske und Budrich, 1977
- Friedens- und Abrüstungspolitik. Bausteine für die politische Bildungsarbeit. Mit Dieter S. Lutz  Waldkircher Verlagsgesellschaft, 1978, ISBN 978-3-87885-028-1
- Frille. Eine Heimvolkshochschule macht Jugendlichen und Arbeitslosen Mut. Ein Beispiel sozialen Lernens. Hrsg.:Heidrich, Walter, Henning Schierholz und Rudi Swoboda Fischer-Taschenbuch, Frankfurt 1980, ISBN 978-3-596-24032-6
- SDI, EUREKA u. „Europäische Verteidigungsinitiative“ Entwicklungen und Geistesverwandtschaften ; In: Statt Krieg der Sterne Abrüstung auf der Erde; Analysen u. Dokumente aus der Arbeit der Grünen im Bundestag 1. Auflage 1985, ISBN 978-3-925307-07-2
- Das „Höchstmaß an Übung“ für den Angriff. In: Tiefflug Hrsg: von Olaf Achilles, Lamuv Taschenbuch 51, Seiten 100 bis 107, 1987, ISBN 3-88977-118-1
- Vorwort zum Buch: Kriegsdienst - Ökologische Verweigerung von Gunar Seitz, Verlag Weber, Zucht & Co, 1987, ISBN 978-3-88713-010-7
- Offener Brief von Friedens- und KonfliktforscherInnen an die Bundesregierung und an den ESA Rat, Betr.: Beteiligung der Bundesrepublik Deutschland an der US-amerikanischen Weltraumstation und am Bau der westeuropäischen Raumfähre HERMES . In: Zeitschrift Wissenschaft und Frieden 1987/4 , Erstunterzeichner
- Sind die GRÜNEN für die Friedensbewegung noch wählbar? In: FriedensForum Ausgabe 5 / 1990
- Strategien gegen Jugendarbeitslosigkeit zur Ausbildungs- und Berufsintegration von Jugendlichen mit schlechteren Startchancen Edition Jab 2001, ISBN 978-3-935757-03-4
- Bundesanstalt ohne Arbeit. In: Blätter für deutsche und internationale Politik Ausgabe April 2002
- Fordern statt Fördern, Hartz IV in der Praxis In: Blätter für deutsche und internationale Politik Ausgabe August 2005

### Herausgeber
- (Hrsg.) Frieden - Abrüstung - Sicherheit Didaktisches Sachbuch für Schule, Jugendarbeit und Erwachsenenbildung Rowohlt rororo Sachbuch 7444, ISBN 3-499-17444-8.
- (Hrsg.) Konzeptionsprobleme kirchlicher Jugendarbeit: Tagung vom 3. bis 5. Dezember 1976 Rehburg-Loccum: Evangelische Akademie Loccum 1976  Reihe Loccumer Protokolle
- (Hrsg.) Hauptschule - und was dann?: Arbeitstagung zur bildungspolitischen Funktion der Hauptschule ; Tagung vom 27. bis 29. Februar 1976 Rehburg-Loccum Evangelische Akademie Loccum 1976
- (Hrsg.) Politische Bildung contra Jugendarbeitslosigkeit: Materialien; Tagung vom 22. bis 24. September 1976 Rehburg-Loccum Evangelische Akademie Loccum 1976 Reihe Loccumer Protokolle
- (Hrsg.) Projekt Frille: Alternatives Lernen für Jugendliche ohne Arbeitsplatz; Zwischenbericht Rehburg-Loccum Evangelische Akademie Loccum 1976 Reihe Loccumer Protokolle
- (Hrsg.) Die Zukunft des Berufsgrundbildungsjahres: Tagung vom 28. - 30. Januar 1977 Rehburg-Loccum Evangelische Akademie Loccum 1977 Reihe Loccumer Protokolle
- (Hrsg. mit Brigitte Bode) Probleme der politischen Bildungsarbeit mit von Arbeitslosigkeit bedrohten Jugendlichen Seminarberichte und Materialien über Bildungsveranstaltungen aus dem Jahre 1977
- (Hrsg.) Stiefkind Jugendpolitik: Tagung vom 19. bis 21. September 1977 Rehburg-Loccum Evangelische Akademie Loccum 1977 Reihe Loccumer Protokolle
- (Hrsg.) Die junge Generation auf dem Weg zur Selbstausbürgerung?: Akademietagung über politisches Verhalten Jugendlicher heute ; vom 8. - 10. Dezember 1978 Rehburg-Loccum Evangelische Akademie Loccum 1978 Reihe Loccumer Protokolle
- (Hrsg.) Berufsausbildung in den achtziger Jahren: Loccumer Berufsbildungspolitisches Kolloquium vom 13. bis 15. Januar 1978 Rehburg-Loccum Evangelische Akademie Loccum 1978 Reihe Loccumer Protokolle
- (Hrsg. mit Karl Ermet) Hat der Bildungsföderalismus noch eine Zukunft? Arbeitstagung zu den Instrumenten gesamtstaatlicher Bildungsplanung und Bildungspolitik; Tagung vom 15. bis 17. September 1978 Rehburg-Loccum Evangelische Akademie Loccum 1978 Reihe Loccumer Protokolle
- (Hrsg.) Materialien für die politische Bildungsarbeit mit Jugendlichen ohne Arbeitsplatz Rehburg-Loccum Evangelische Akademie Loccum 1978 Reihe Loccumer Protokolle
- (Hrsg.) Jugendpolitik - für wen?: Tagung zu Grundsatzfragen der Jugendhilfe und Jugendpolitik vom 30. November bis 2. Dezember 1979 Rehburg-Loccum Evangelische Akademie Loccum 1979 Reihe Loccumer Protokolle
- (Hrsg.) Sonderausbildungsgänge in Berufsschule und Betrieb: Tagung zur Problematik der Berufsausbildung für „lernschwache“ Jugendliche; vom 19. bis 21. Januar 1979 Rehburg-Loccum Evangelische Akademie Loccum 1979 Reihe Loccumer Protokolle
- (Hrsg. mit Udo Schlaudraff) Konkurrenz der Berater: Aufgaben und Probleme der Jugendberatung in der Bundesrepublik Deutschland; Tagung vom 16. - 18. März 1979 Rehburg-Loccum Evangelische Akademie Loccum 1979 Reihe Loccumer Protokolle
- (Hrsg.) Stand und Perspektiven der sozialwissenschaftlichen Jugendforschung in der Bundesrepublik: Kolloquium vom 25. - 27. Februar 1980 Rehburg-Loccum Evangelische Akademie Loccum 1980 Reihe Loccumer Protokolle ISBN 3-8172-0780-8.
- (Hrsg.) Das zehnte Pflichtbildungsjahr zwischen Hauptschule, Berufsschule und Betrieb: Tagung am 17. und 18. November 1980 Rehburg-Loccum Evangelische Akademie Loccum 1980 Reihe Loccumer Protokolle
- (Hrsg.) Bedingungen und Möglichkeiten politischer Partizipation Jugendlicher, Tagung vom 26. bis 28. Juni 1980 Rehburg-Loccum Evangelische Akademie Loccum 1980 Reihe Loccumer Protokolle ISBN 3-8172-2180-0.
- (Hrsg.) Qualitative Ungleichgewichte in der Berufsausbildung: Loccumer berufsbildungspolitische Tagung vom 2. bis 4. Mai 1980 Rehburg-Loccum Evangelische Akademie Loccum 1980 Reihe Loccumer Protokolle ISBN 3-8172-1480-4.
- (Hrsg. mit Jörg Calließ) Die Realisierung eines Grundrechts, Zur Neuregelung des Anerkennungsverfahrens für Kriegsdienstverweigerer und zur Neugestaltung des Zivildienstes; Löausurtagung am 23. und 24. März 1981 Rehburg-Loccum Evangelische Akademie Loccum 1981 Reihe Loccumer Protokolle ISBN 3-8172-0581-3.
- (Hrsg.) Fehlstart ins Berufsleben?, Akademietagung mit Werkstatt – und Beratungsinistativen im Konfliktfeld Jugendarbeitslosigkeit vom 1. bis 3. Juni 1981 Rehburg-Loccum Evangelische Akademie Loccum 1981 Reihe Loccumer Protokolle
- (Hrsg.) Pendeln oder Abwandern? Akademietagung zu den Zukunftsproblemen der Berufsausbildung im ländlichen Raum vom 18. bis 20. September 1981. Rehburg-Loccum Evangelische Akademie Loccum 1981 Reihe Loccumer Protokolle ISBN 3-8172-2081-2
- (Hrsg.) Zwischen Facharbeitermangel und Massenarbeitslosigkeit : Aufgaben für die berufliche Bildung Rehburg-Loccum Evangelische Akademie Loccum 1982 Reihe Loccumer Protokolle ISBN 3-8172-0882-0.
- (Hrsg.) Alternativen in der Ausbildungs- und Beschäftigungspolitik für junge Leute, Tagung vom 28. bis 30. April 1983 Rehburg-Loccum Evangelische Akademie Loccum 1983 Reihe Loccumer Protokolle ISBN 3-8172-0983-5.
- (Hrsg. mit Werner Heine und Kurt Weichler) Das Aktionsbuch für Frieden - Gegen Raketen Reinbek b. Hamburg: Rowohlt Taschenbuch Verlag GmbH 1983 rororo 7831, ISBN 3-499-17831-1
- (Hrsg.) Pädagogische Freiheit und schulrechtliche Entwicklung; Tagung vom 18. bis 20. Dezember 1987 Rehburg-Loccum Evangelische Akademie Loccum 1988 Reihe Loccumer Protokolle ISBN 3-8172-7287-1 ISBN 978-3-8172-7287-7.
- (Hrsg.) Ausbilden oder Aussteigen; ausländische Jugendliche ohne Chancen zur beruflichen Qualifizierung? Tagung vom 7. bis 9. Dezember 1987 Rehburg-Loccum Evangelische Akademie Loccum 1988 Reihe Loccumer Protokolle
- (Hrsg.) Jenseits der zweiten Schwelle: Perspektiven einer Beschäftigungspolitik für junge Leute Tagung vom 7. bis 9. März 1988 Rehburg-Loccum Evangelische Akademie Loccum 1988 Reihe Loccumer Protokolle ISBN 3-8172-0988-6 ISBN 978-3-8172-0988-0.
- (Hrsg.) Gewaltbereitschaft Jugendlicher als Herausforderung an die Jugendhilfe; Tagung vom 14. bis 16. September 1988 Rehburg-Loccum Evangelische Akademie Loccum 1988 Reihe Loccumer Protokolle ISBN 3-8172-5388-5.
- (Hrsg.) Zivildienst im Umbruch; Tagung zur gesellschafts- und arbeitsmarktpolitischen Funktion des Zivildienstes in den 90er Jahren; Tagung vom 7. bis 9. September 1987 Rehburg-Loccum Evangelische Akademie Loccum 1987 Reihe Loccumer Protokolle ISBN 3-8172-5287-0.
- (Hrsg.) Friedens- und Freiwilligenengagement Jugendlicher: Bedarf, Rahmenbedingungen, Handlungsperspektiven; Dokumentation einer Tagung vom 1. bis 3. Mai 1989 Rehburg-Loccum Evangelische Akademie Loccum 1989 Reihe Loccumer Protokolle ISBN 3-8172-1389-1.
- (Hrsg.) Weiterbildung: Auf der Suche nach einem neuen Profil? ; Dokumentation einer Tagung vom 2. bis 4. Dezember 1988 Rehburg-Loccum Evangelische Akademie Loccum 1989 Reihe Loccumer Protokolle ISBN 3-8172-6488-7.
- (Hrsg.) Politische Bildungsarbeit zwischen Ohnmacht und Aufbruch: ihr Beitrag zur Überwindung der Konsumentendemokratie; Dokumentation einer Tagung vom 3. bis 4. April 1990 Rehburg-Loccum Evangelische Akademie Loccum 1990 Reihe Loccumer Protokolle ISBN 3-8172-1090-6.
- (Hrsg.) Berufsausbildung für Lernbeeinträchtigte und sozial benachteiligte Jugendliche: Erfahrungen, Probleme, Perspektiven; Dokumentation einer Tagung vom 8. bis 9. Juni 1990 Rehburg-Loccum Evangelische Akademie Loccum 1990 Reihe Loccumer Protokolle ISBN 3-8172-1790-0.
- (Hrsg.) Eine Weltausstellung neuen Typs? Hannovers EXPO 2000: Planungshorizonte und Bürger/innen Beteiligung; Tagung vom 7. bis 9. Dezember 1990 Rehburg-Loccum Evangelische Akademie Loccum 1991 Reihe Loccumer Protokolle ISBN 3-8172-6690-1.
- (Hrsg.) Fremde in der Heimat: zur Situation von Aussiedler/innen in Deutschland  Tagung der vom 22. bis 24. April 1991 Rehburg-Loccum Evangelische Akademie Loccum 1991 Reihe Loccumer Protokolle ISBN 3-8172-1191-0.
- (Hrsg.) Ist mit der Jugend kein Staat zu machen? Politische Beteiligung junger Leute in Parteien und gesellschaftlichen Organisationen; Tagung vom 17. bis 19. Oktober 1990 Rehburg-Loccum Evangelische Akademie Loccum 1991 Reihe Loccumer Protokolle ISBN 3-8172-5390-7
- (Hrsg.) Vereint leben – getrennt hoffen? Rahmenbedingungen gesamtdeutscher Jugendpolitik; Tagung vom 22. bis 24. Februar 1991 Rehburg-Loccum Evangelische Akademie Loccum 1991 Reihe Loccumer Protokolle ISBN 3-8172-0691-7.
- (Hrsg. mit Andrea Weinert) Brauchen wir eine neue Beschäftigungspolitik?: Anforderungen an ein AFG 2000 aus ost- und westdeutscher Sicht Rehburg-Loccum Evangelische Akademie Loccum 1993 Reihe Loccumer Protokolle ISBN 3-8172-3393-0 ISBN 978-3-8172-3393-9 .
- (Hrsg.) Duale Berufsausbildung - und was kommt danach? Tagung vom 14. bis 16. März 1994 Rehburg-Loccum Evangelische Akademie Loccum 1994 Reihe Loccumer Protokolle ISBN 3-8172-0894-4.
- (Hrsg.) Einfach-Arbeitsplätze fallen weg - Was wird aus den jungen Menschen? Tagung vom 17. bis 19. September 1994 Rehburg-Loccum Evangelische Akademie Loccum 1995 Reihe Loccumer Protokolle ISBN 3-8172-5294-3 ISBN 978-3-8172-5294-7.
- (Hrsg.) Erziehung, Bildung und Betreuung von Kindern als gesamtgesellschaftliche Aufgabe: Kindergarten zwischen Pädagogik, Politik und  Verantwortung; Tagung vom 09. bis 10. Februar 1995 Rehburg-Loccum Evangelische Akademie Loccum 1995 Reihe Loccumer Protokolle ISBN 3-8172-0595-3.
- (Hrsg.) Suizid und Suizidgefährdung bei Kindern und Jugendlichen: Aspekte von Prävention und Intervention; Tagung vom 01. bis 3. Juni 1994 Rehburg-Loccum Evangelische Akademie Loccum 1995 Reihe Loccumer Protokolle ISBN 3-8172-1794-3.